# Сиве волосся

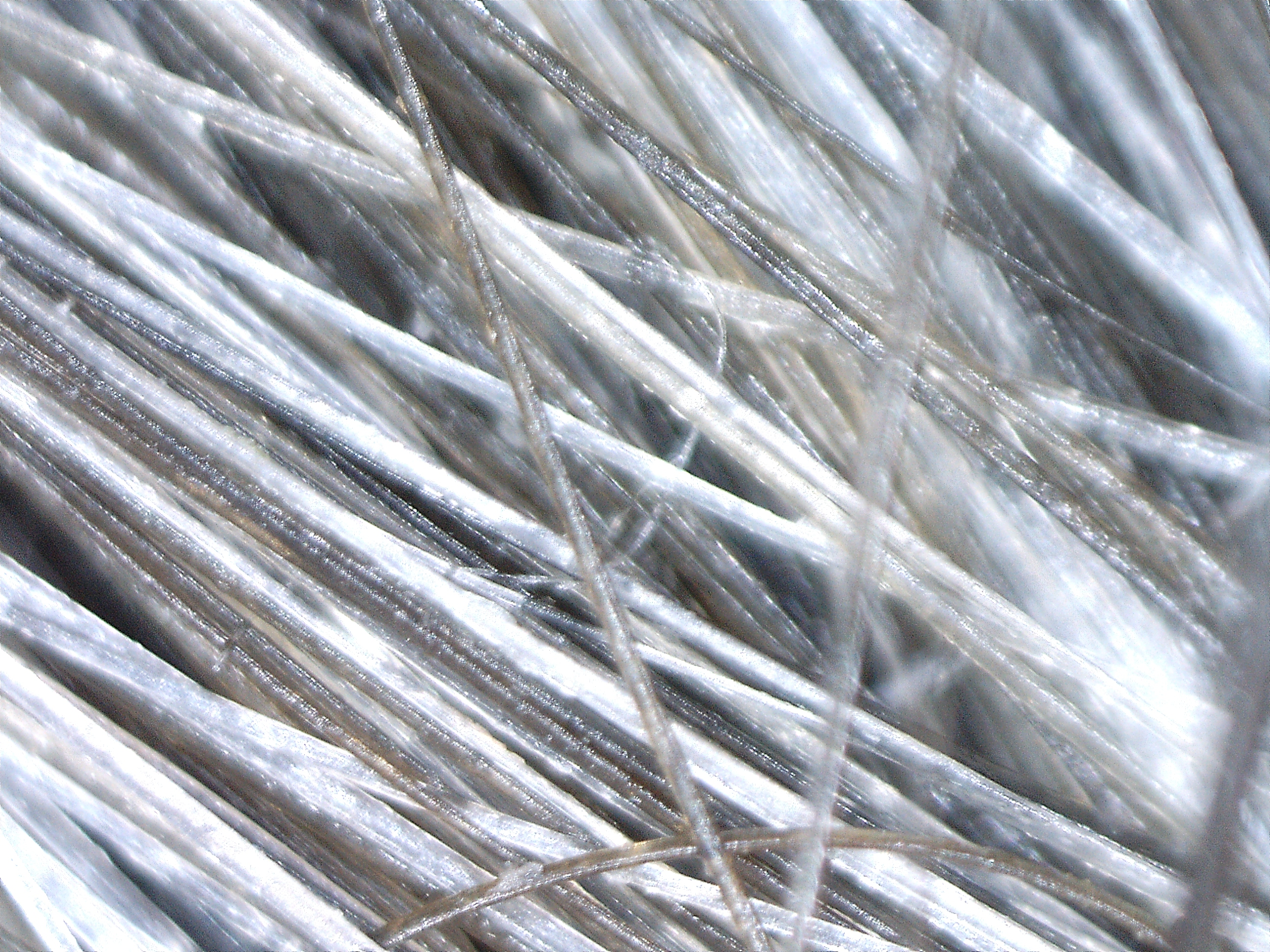
Сиве волосся жінки близько 50 років

Сиве волосся, сивина — волосся сріблястого, жовтувато-білого або білого кольору, що викликається відсутністю понад 70 % меланіну в пігментації. Покритися сивиною, трохи або зовсім — посивіти.
Як правило, з віком або під впливом внутрішніх факторів (наприклад, альбінізм) волосся змінює свою структуру. Порушується вироблення меланіну, утворюється велика кількість повітряних бульбашок. В результаті волосся набуває сріблясто-або жовтувато-білого відтінку.
Крім того, клітини волосся людини виробляє молекули перекису водню, і з віком виділення зростає. Так волосся знебарвлюється зсередини і стає спочатку сірим, а потім білим. Експерти зробили це відкриття, вивчаючи клітинну культуру волосяних фолікулів. Було зафіксовано, що накопичення перекису водню викликано скороченням ферменту каталаза, що сприяє розпаду перекису водню на воду та кисень. Волосяні фолікули не можуть відшкодувати збитки, завдані перекисом водню, через низький рівень ферментів, які зазвичай виконують цю функцію (ферменти MSR A и B).
Зазвичай перше сиве волосся у людини з'являється в 35 — 40 років[уточнити], потім кількість його зростає. Починає сивіти волосся на скронях, пізніше борода, вуса; останніми сивіють брови. 

Сива борода вважалася у жителів Сходу символом мудрості, так само як мірилом літнього віку і поважної старості. Іншими причинами посивіння волосся є хвороби; сильний стрес (горе).

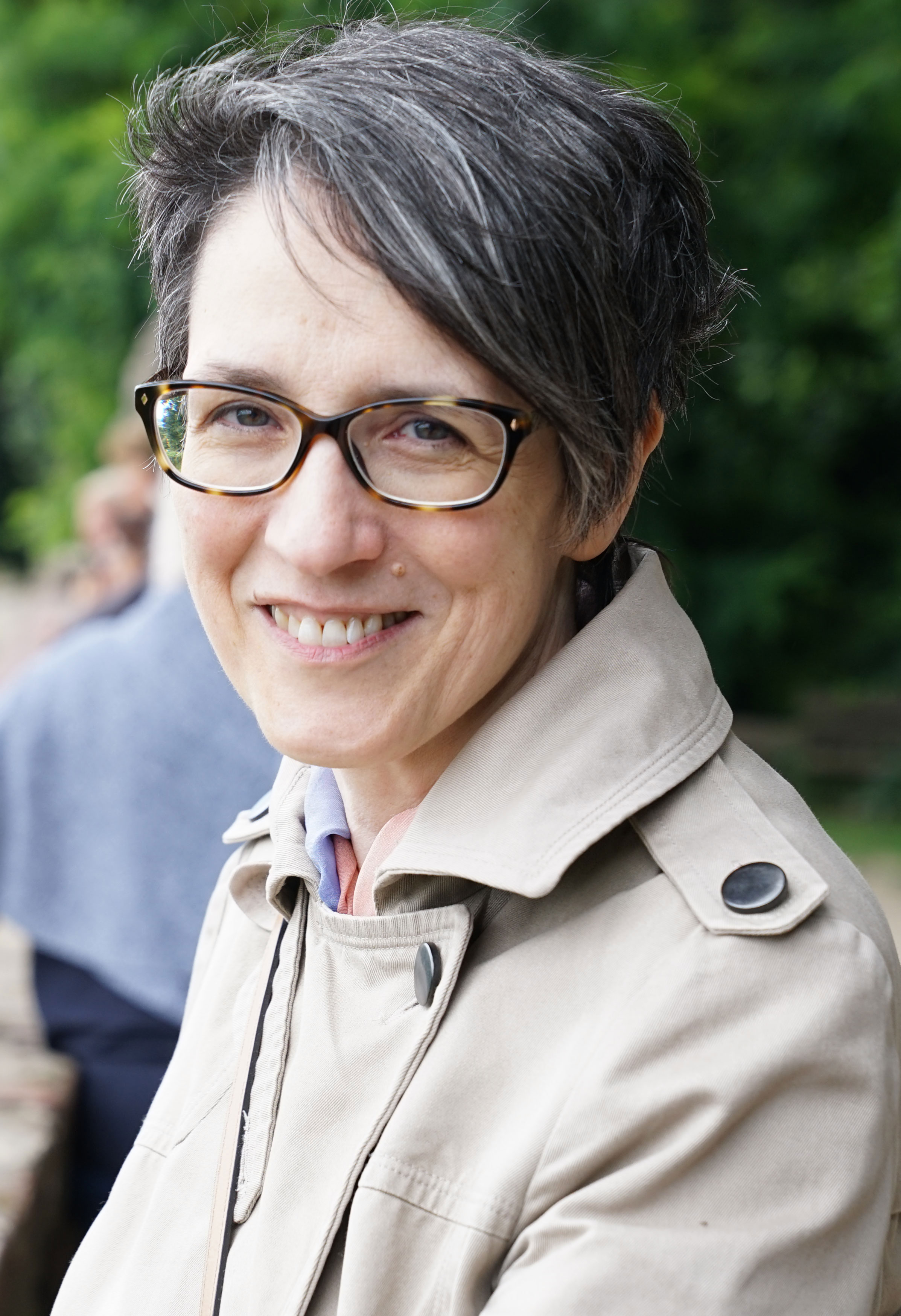
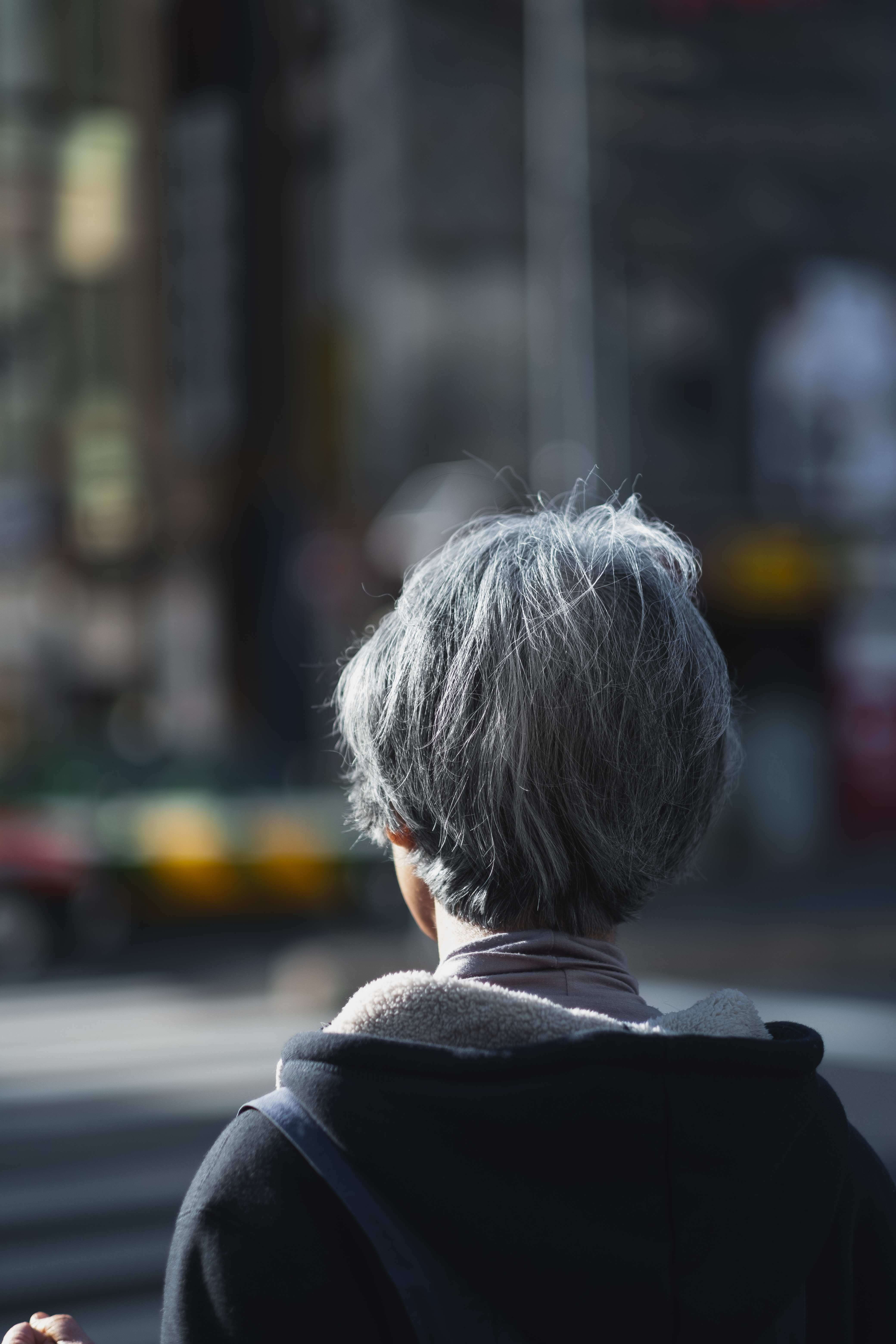
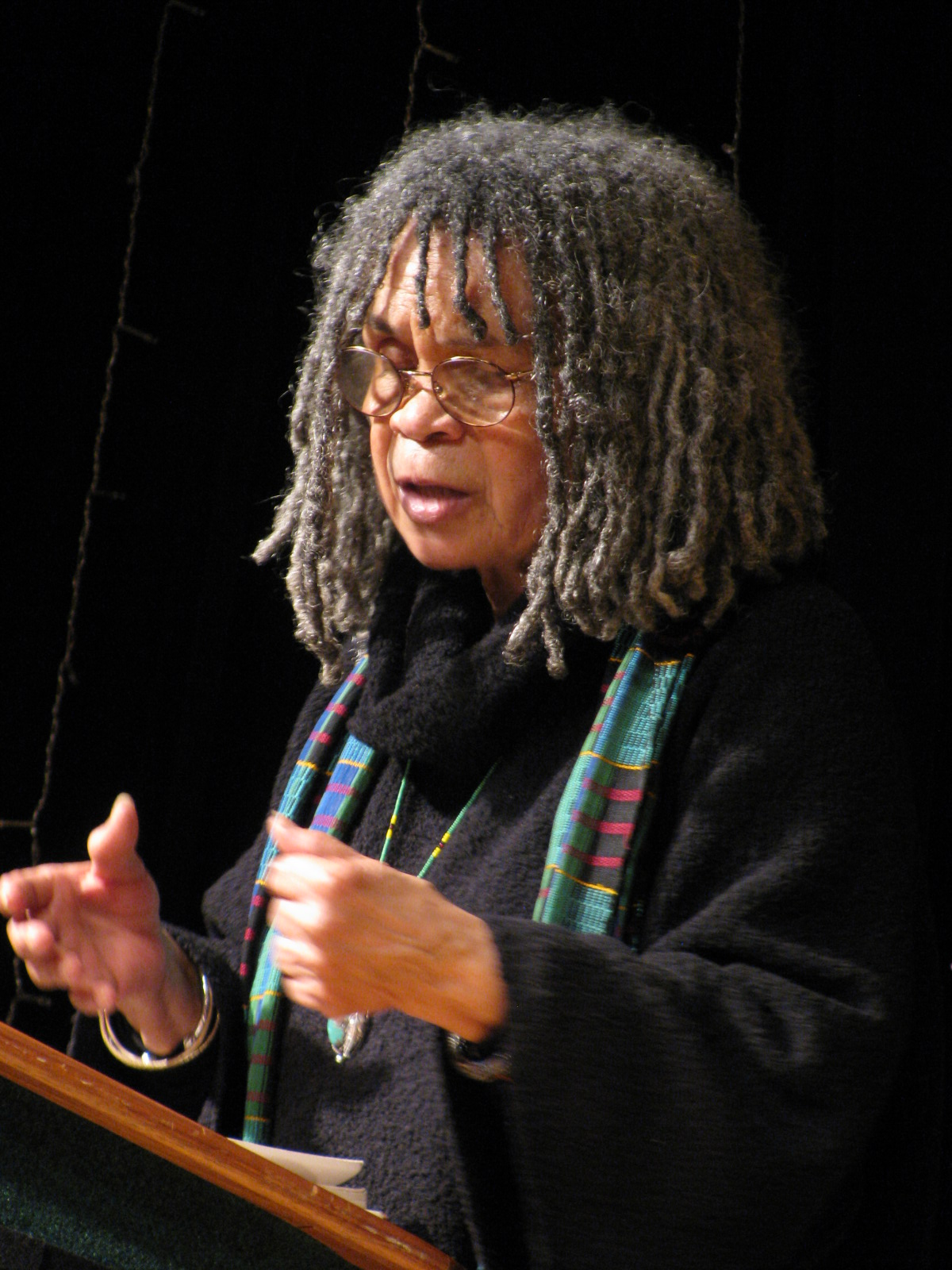
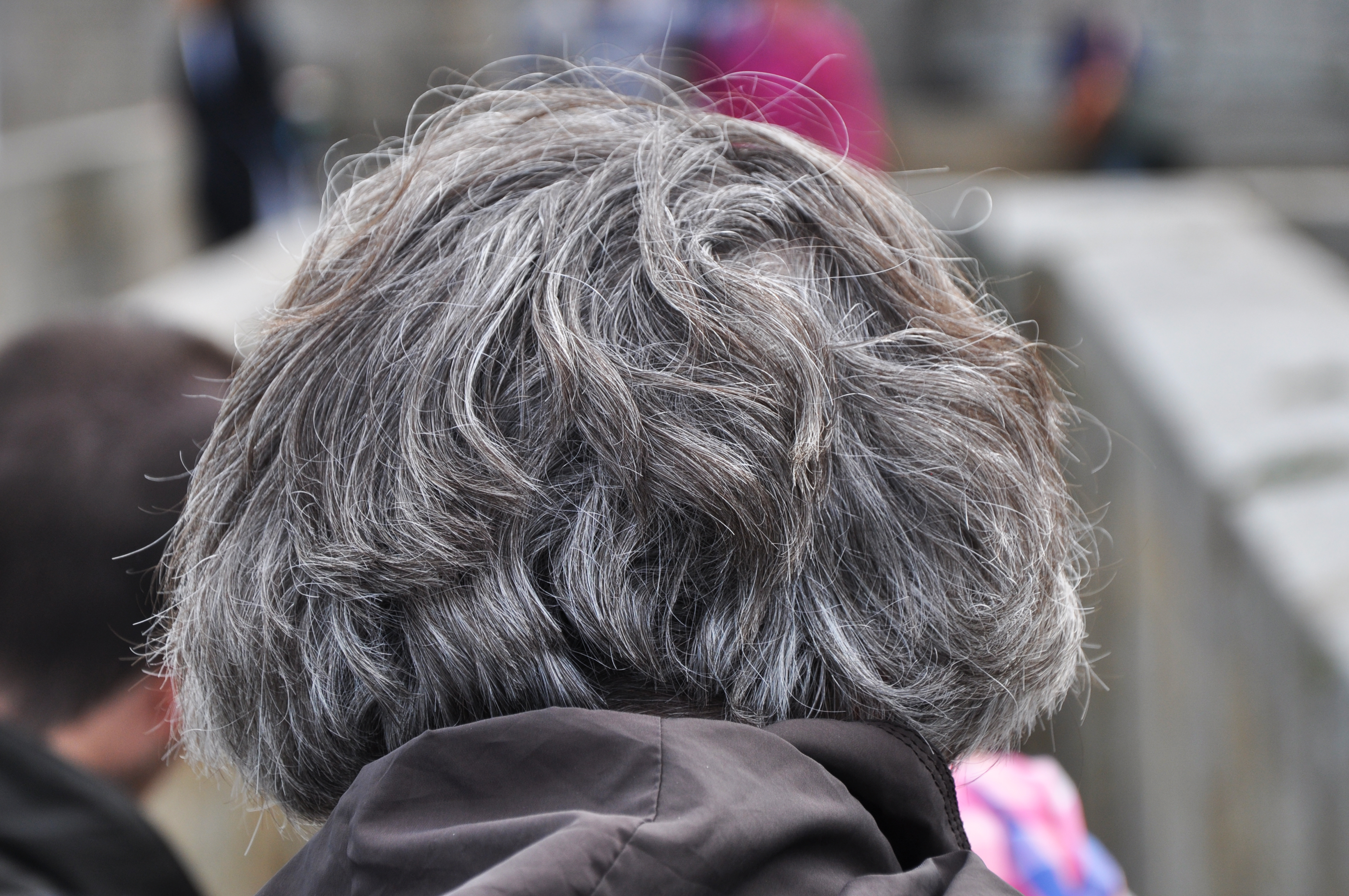
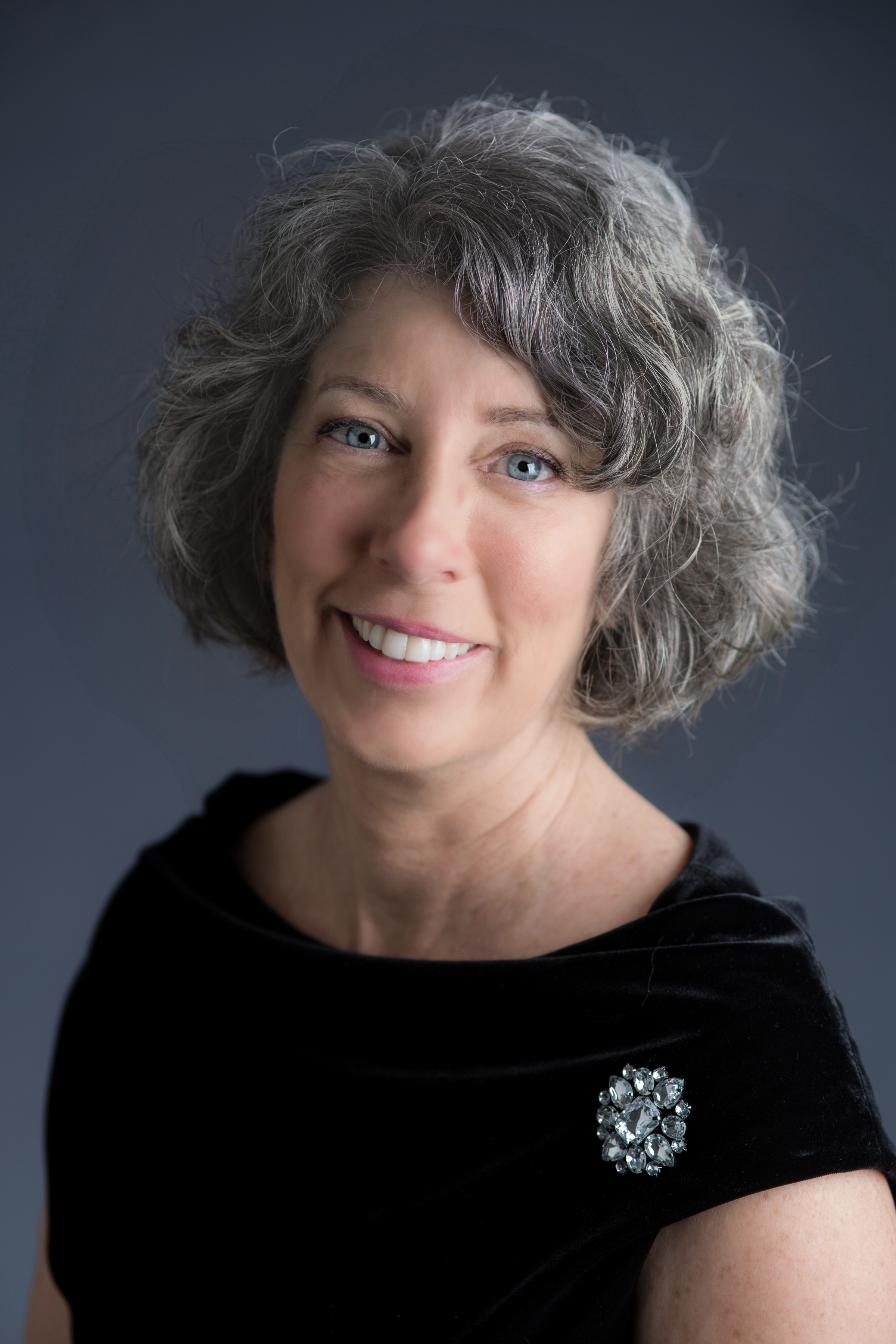
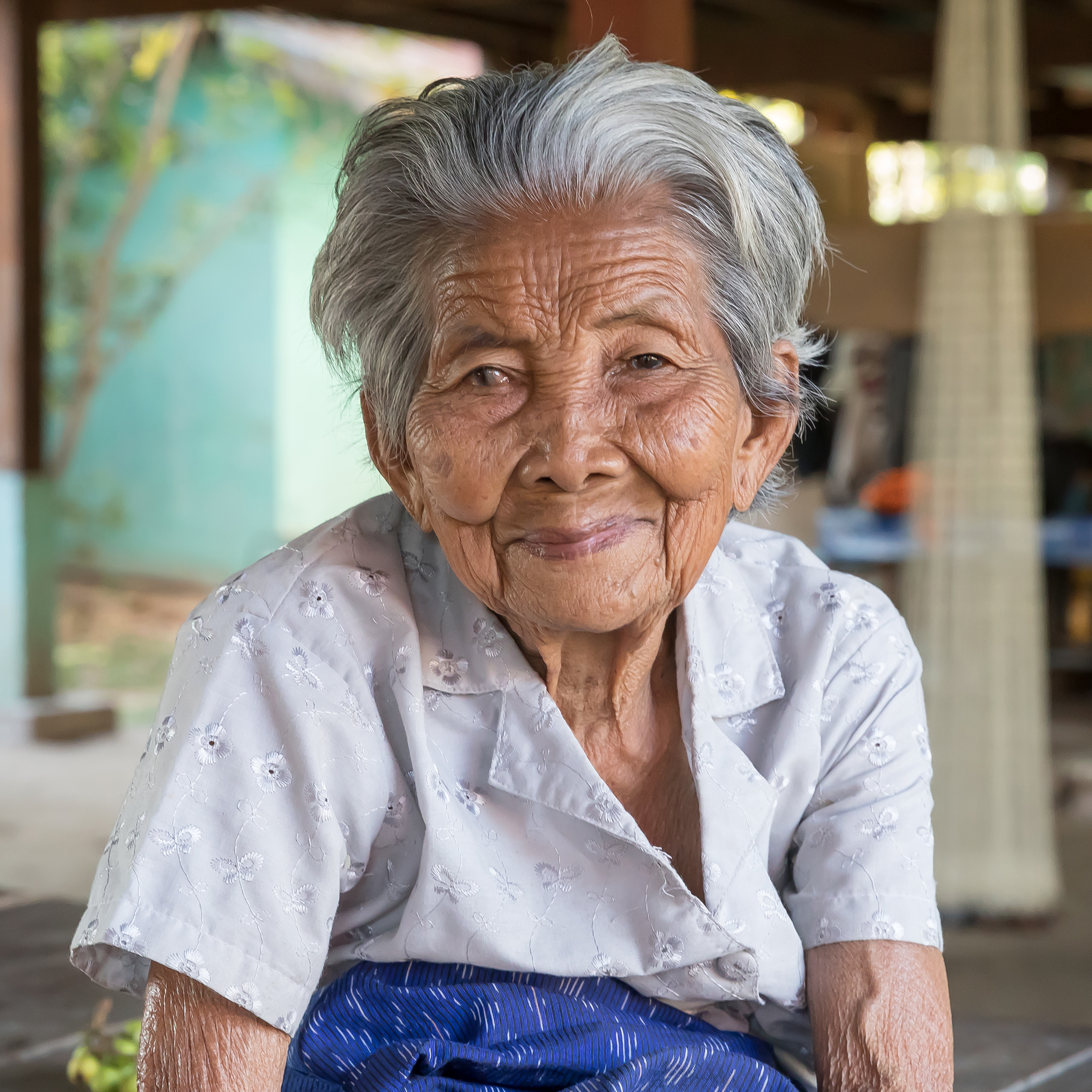
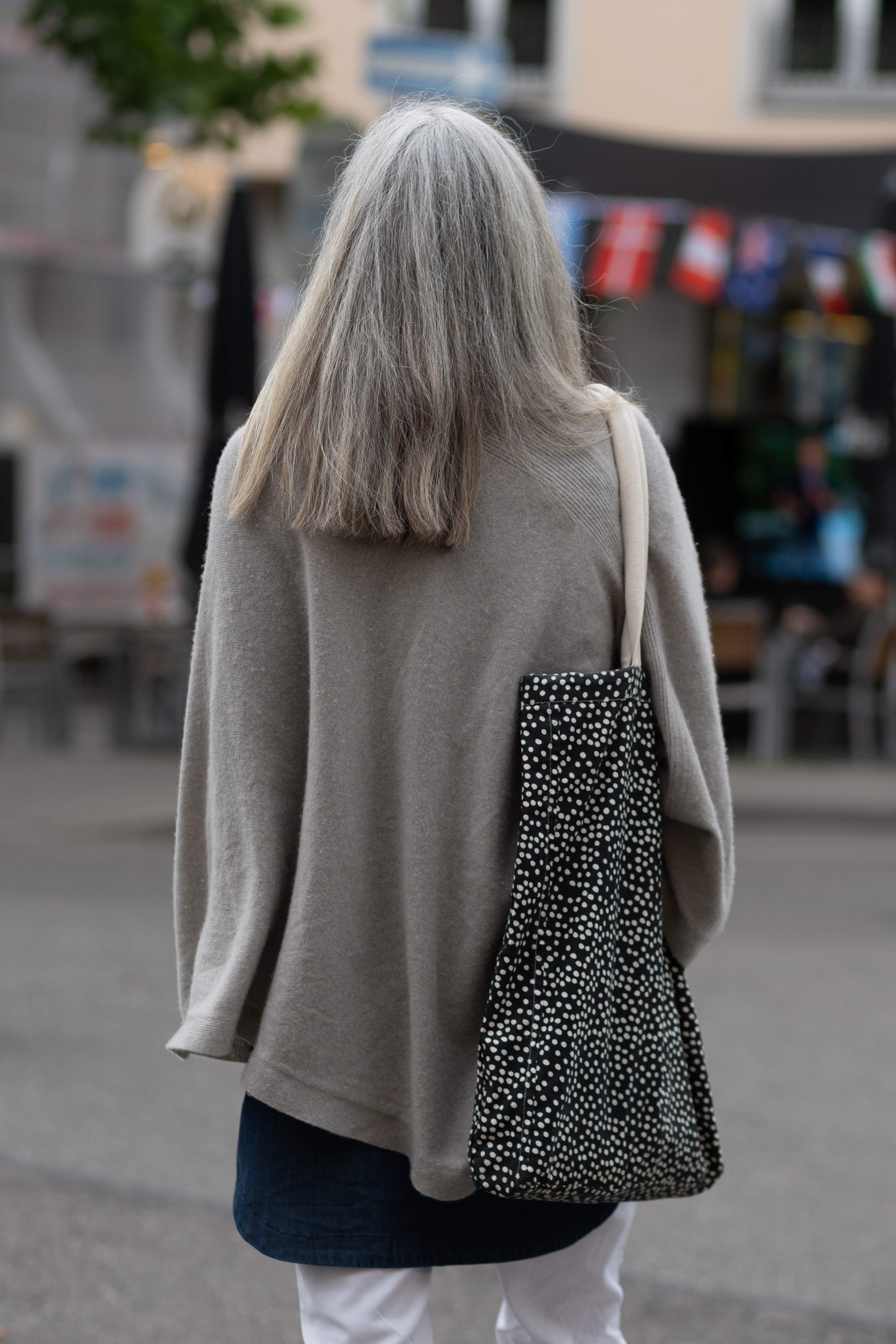
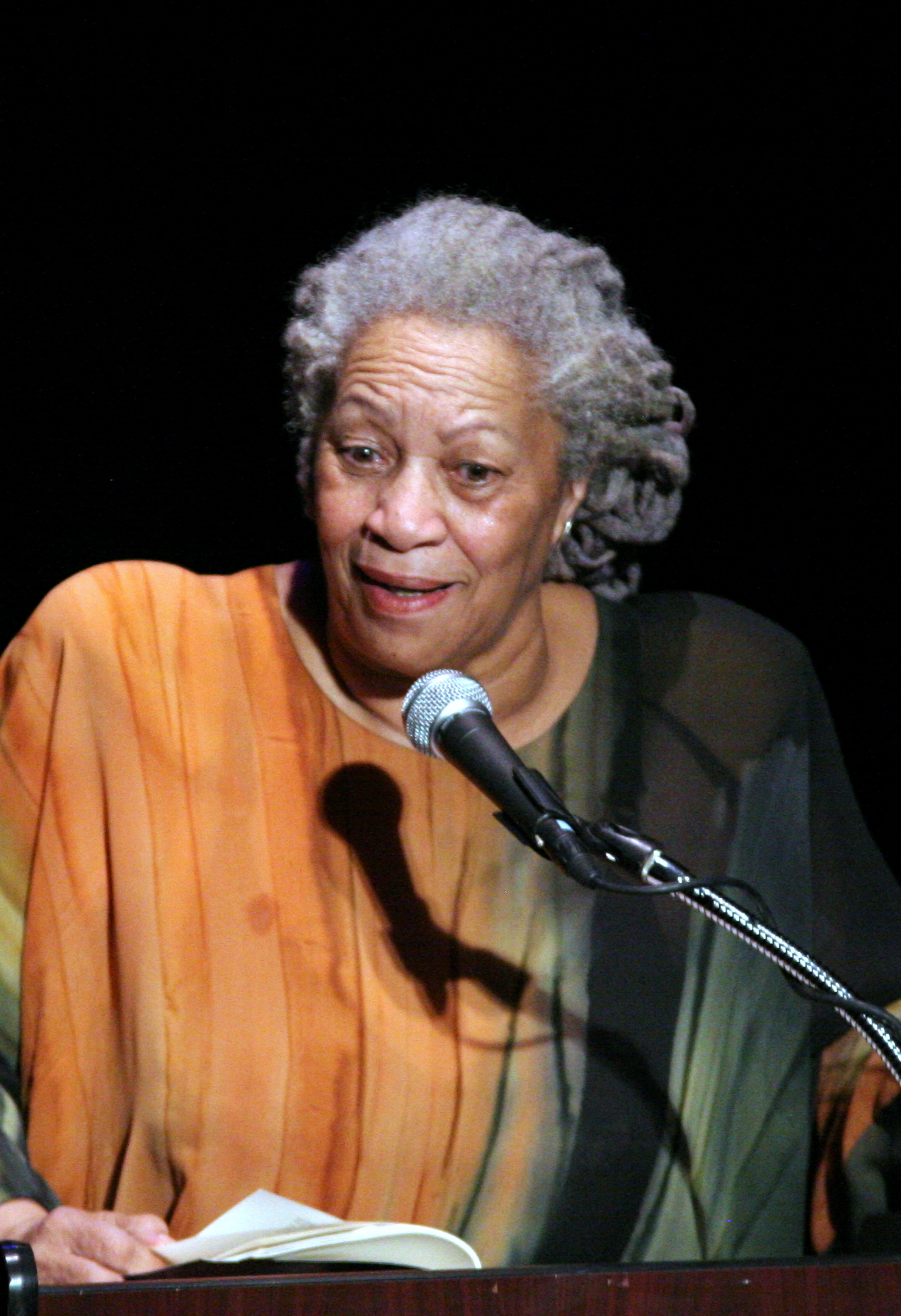
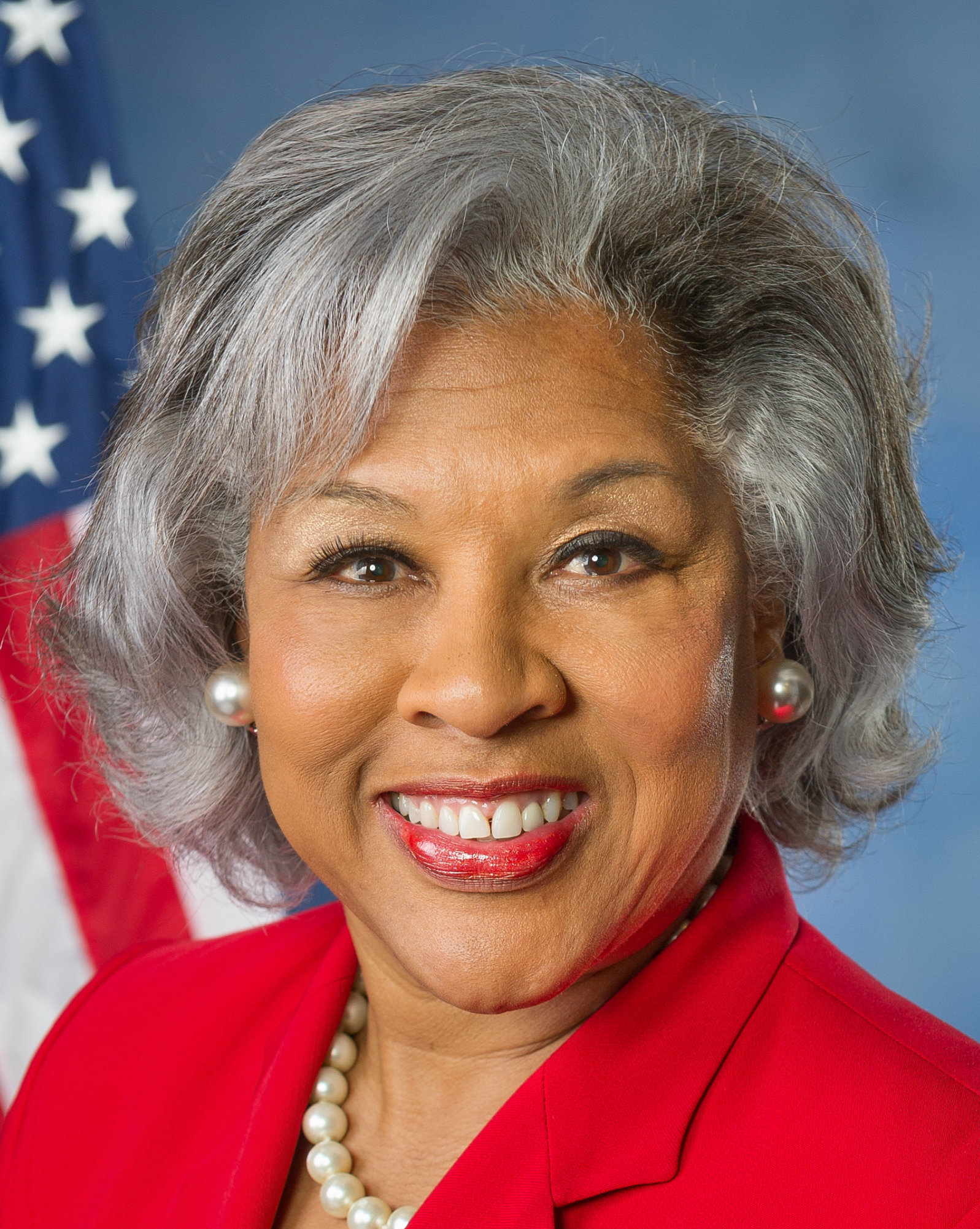
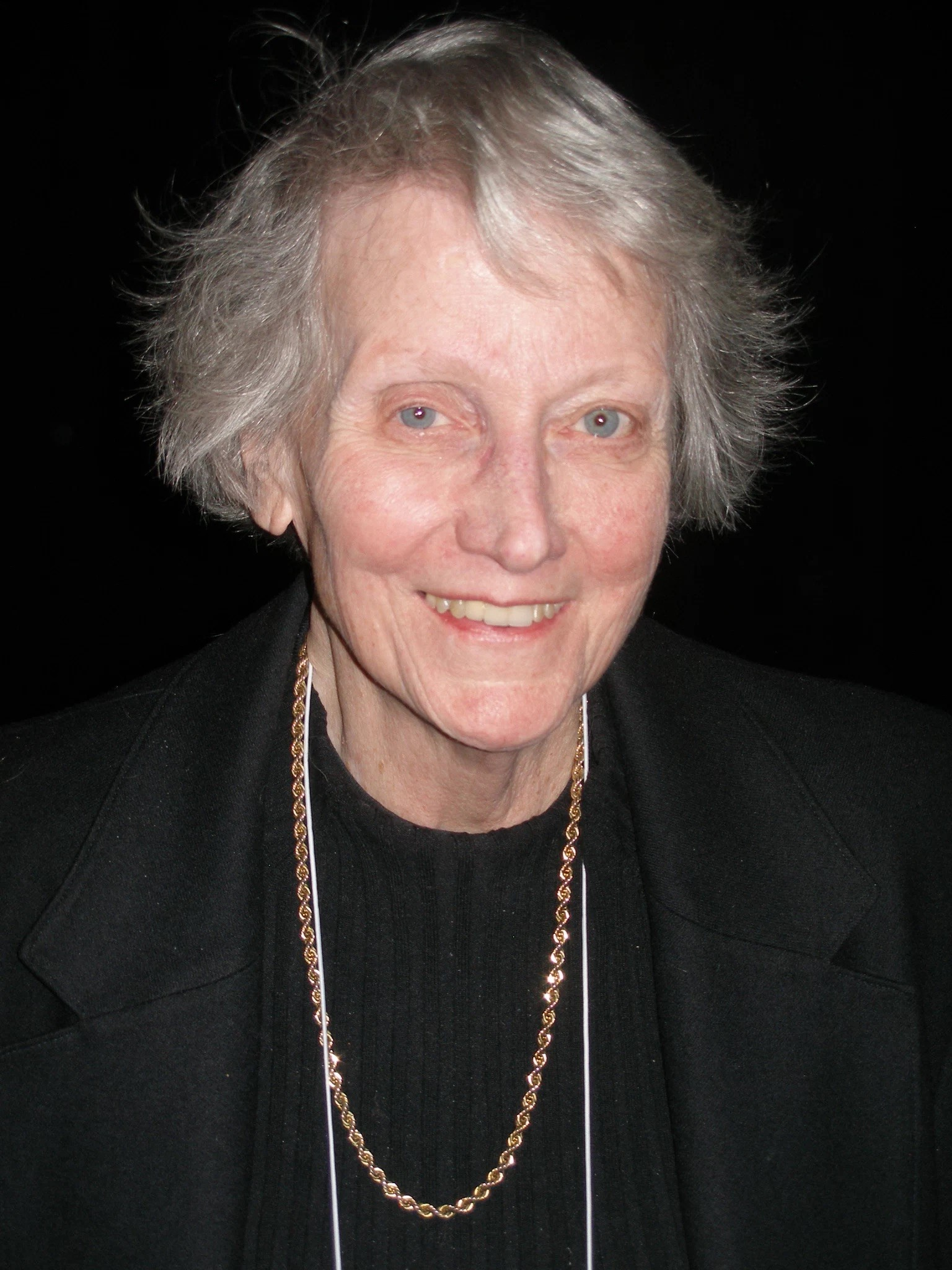
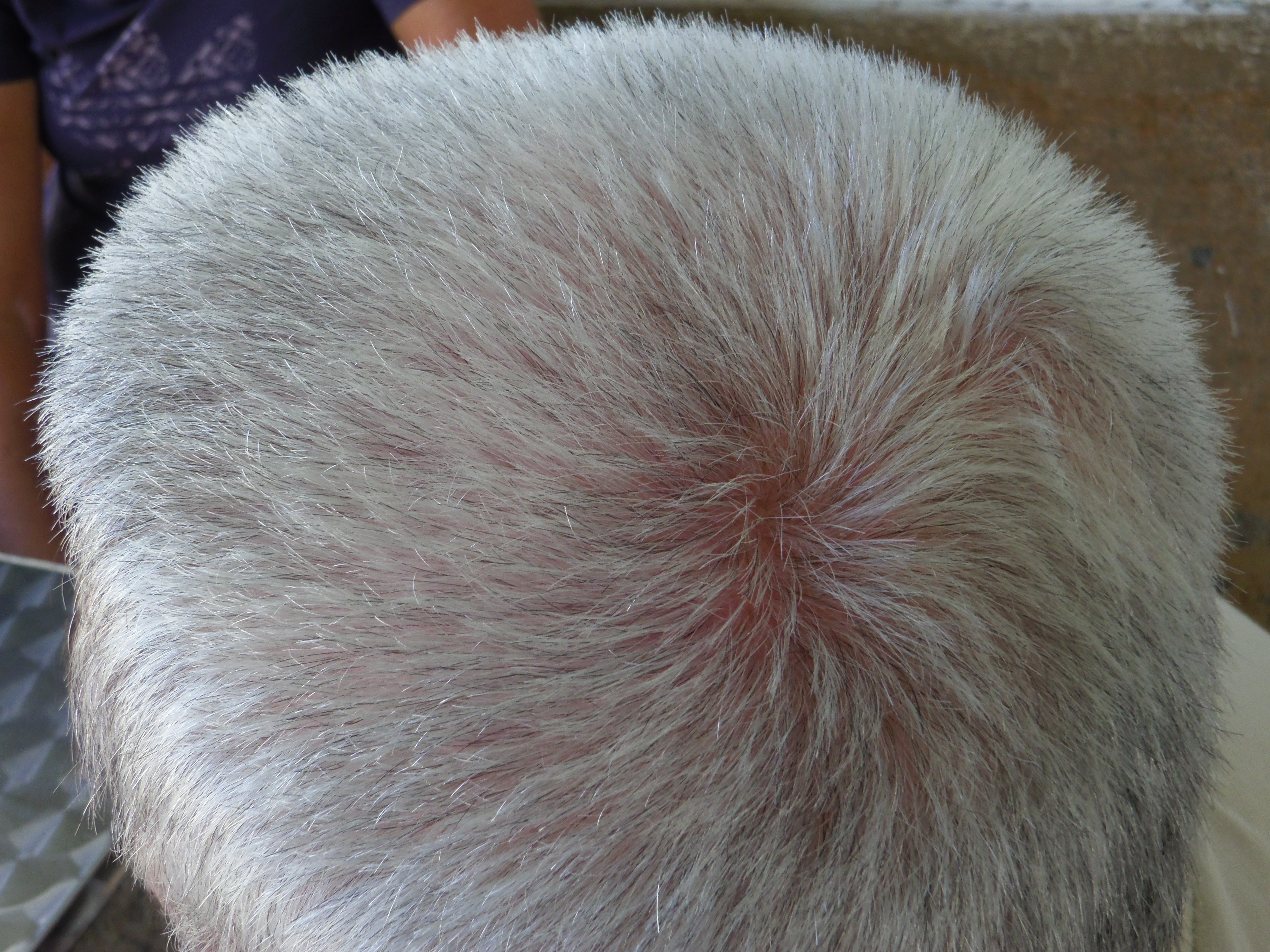
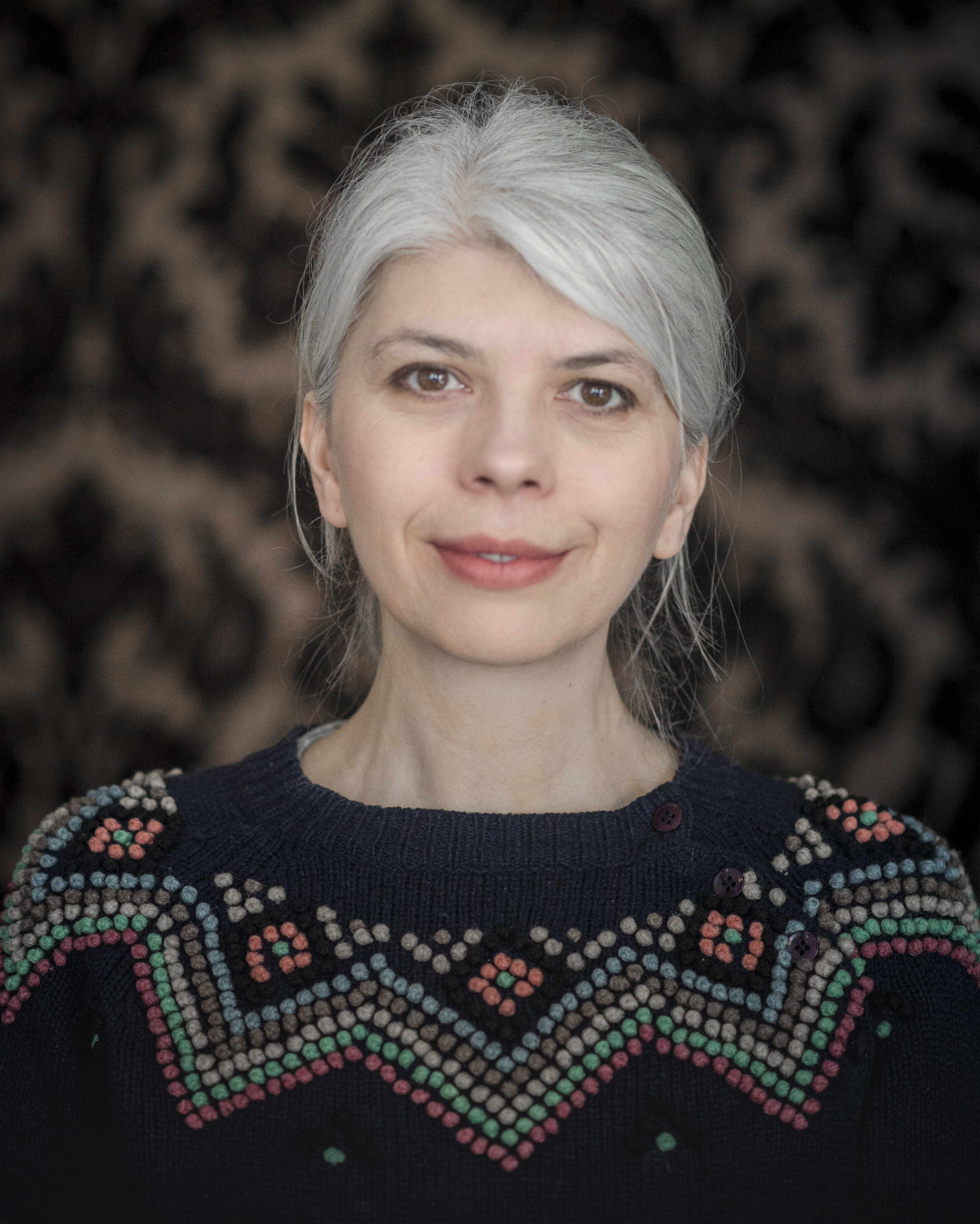
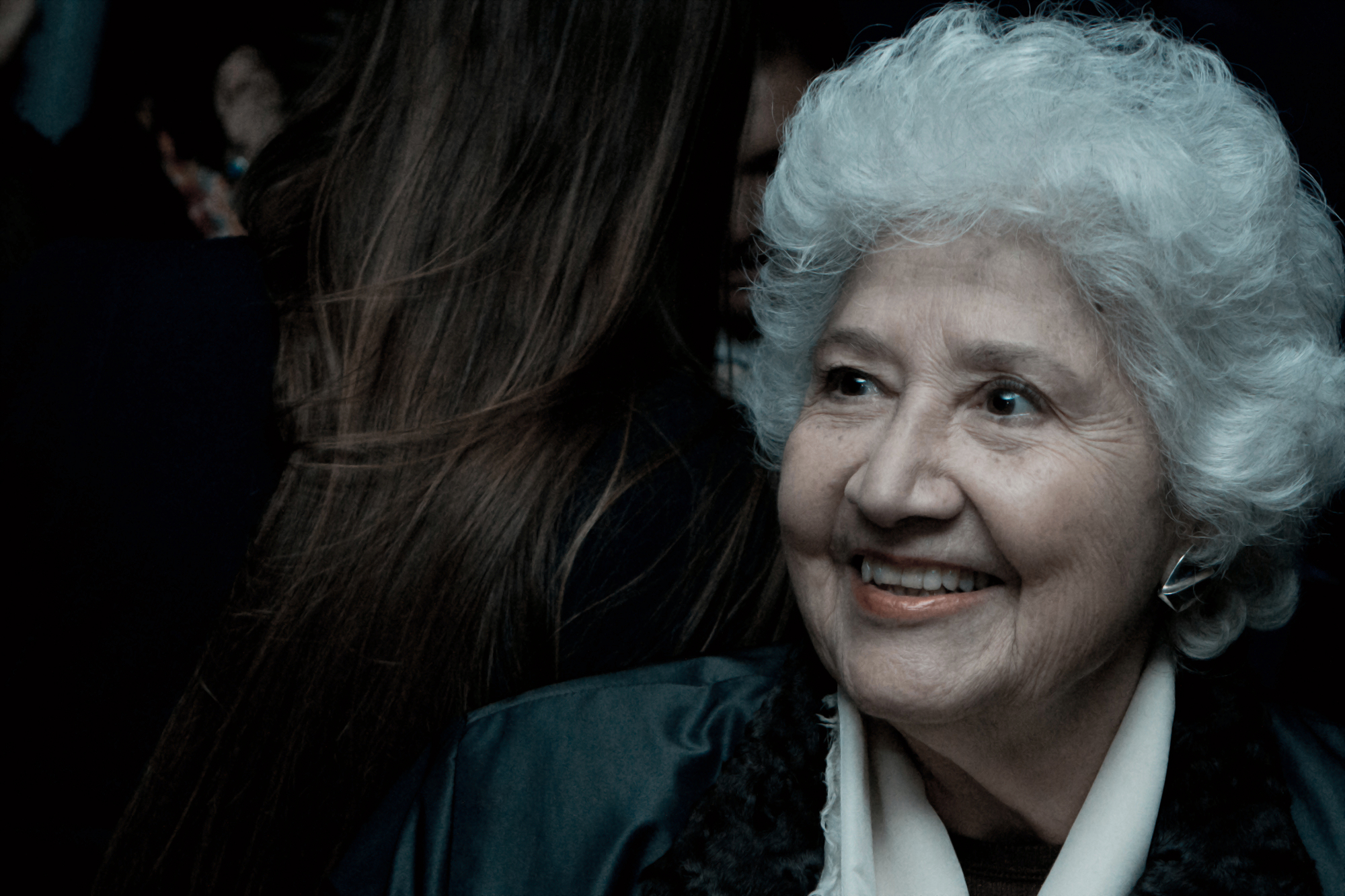
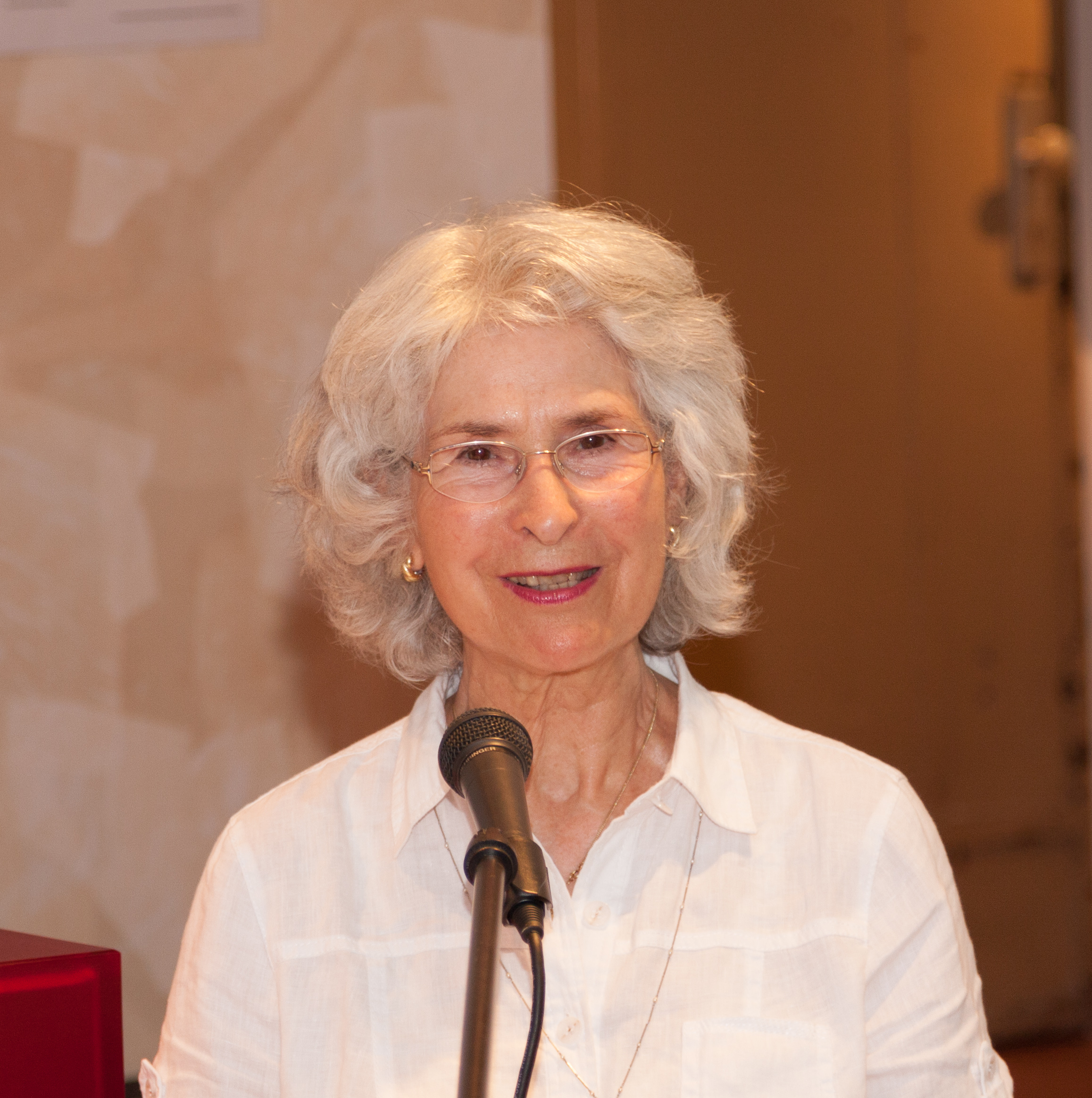
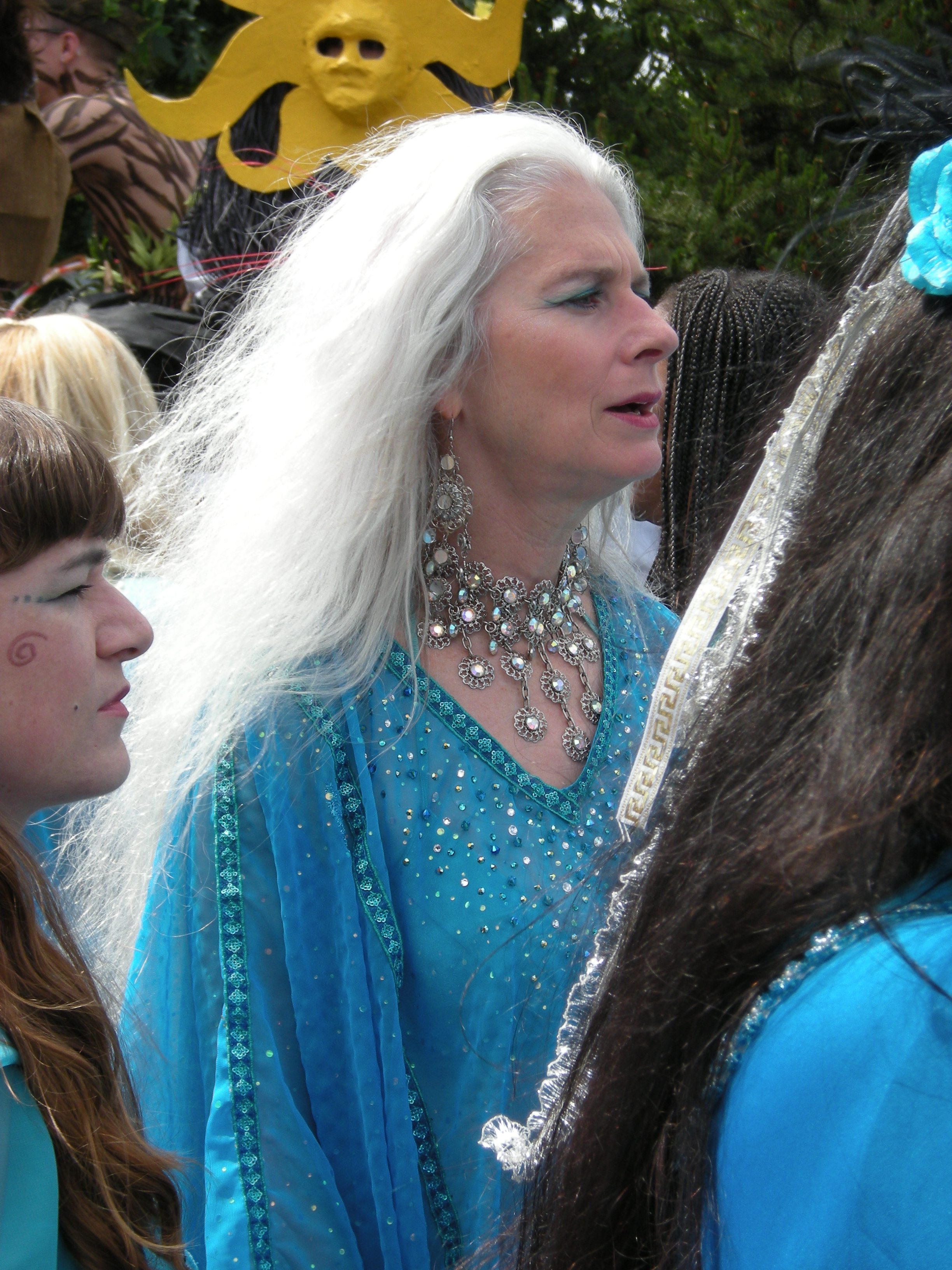
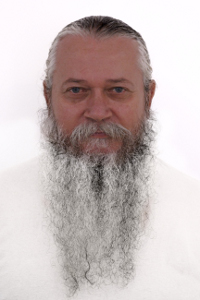